# Косовско-саудовские отношения
Косовско-саудовские отношения — двусторонние дипломатические отношения между частично признанным государством Республикой Косово и Королевством Саудовской Аравии. Парламент Косова в одностороннем порядке провозгласил независимость республики от Сербии 17 февраля 2008 года. Саудовская Аравия признала независимость Косова 20 апреля 2009 года.
Саудовская Аравия имеет дипломатическое представительство в Приштине, Косово планирует открыть посольство в Эр-Рияде. 22 декабря 2009 года посол Саудовской Аравии Абдулла Абдулазиз (который также является послом в Албании и Республике Македонии) вручил верительные грамоты президенту Косова Фатмиру Сейдиу.

## История
Автономный край Косово и Метохия был автономной административно-территориальной единицей в составе Сербии в период Социалистической Федеративной Республики Югославии, а затем Союзной Республики Югославии. Во время Косовской войны Армия освобождения Косова принимала в свой состав иностранных наёмников, в частности, из Саудовской Аравии. В период работы Миссии ООН организации Саудовской Аравии стремились установить культурные связи в Республике Косово.
25 мая 2009 года на 36-й сессии Совета министров иностранных дел стран Организации исламского сотрудничества (ОИС) в Дамаске 57 государств-членов приняли резолюцию, касавшуюся провозглашения независимости Косова, поддерживающую роль Организации Объединённых Наций в Косово, вновь подтвердившую «решительную заинтересованность ОИС в отношении мусульман на Балканах», приветствовавшую сотрудничество Косово с экономическими и финансовыми институтами ОИС и призвавшую международное сообщество продолжать вносить вклад в развитие косовской экономики. Саудовская Аравия являлась одним из основных исламских государств, поддерживавших резолюцию. Сообщалось, что более ранний проект резолюции (представленный Саудовской Аравией) призывал к признанию Республики Косово исламскими странами, но был отклонён некоторыми государствами-членами организации, в том числе Сирией, Египтом и Азербайджаном.
Саудовская Аравия выступала в поддержку Республики Косово на заседаниях Международного суда ООН по вопросу о законности провозглашения независимости Косова в 2009 году.

## Исламизм
Как и в Саудовской Аравии, в Косово преобладает мусульманское население. Традиционное направление ислама в Косово — правовая школа ханафия, которую также называют «либеральной» и «умеренной». После окончания Косовской войны в регионе усилилась радикализация ислама. Ваххабизм, доминирующий в Саудовской Аравии, также закрепился в Косово благодаря саудовской дипломатии. Саудовская Аравия финансировала строительство новых мечетей в регионе, в то время как имамы появились в Косове ещё в конце 1999 года.